# 뉴먼 헤인스 클랜턴
뉴먼 헤인스 클랜턴(Newman Haynes Clanton, 1816년경 ~ 1881년 8월 13일)은 미국의 소도둑이다. "늙은이"(Old Man)라는 별명으로 더 유명하다. 뉴먼 클랜턴은 멕시코에서 소를 훔쳐와 미국에 되파는 짓거리에 여러 번 연루되었다. 기록에 따르면 뉴먼 클랜턴은 스켈레톤 협곡 학살에 참여하기도 했다. 그 보복으로 멕시코의 루랄레스들이 과달루페 협곡 학살 때 클랜턴과 클랜턴이 이끄는 소도둑떼를 습격하여 죽였다.
클랜턴은 아들이 네 명 있었는데, 이 아들들 역시 무법자로 활동했다. 아들 중 한 명 빌리 클랜턴은 O.K. 목장의 결투 사건 때 죽었고, 두 명은 애리조나 준주 코치스 군 분쟁에 참여했다. 또다른 아들 아이크 클랜턴은 코치스 군 카우보이스의 일원이었으며 형제 빌리가 죽은 O.K. 목장 사건 때도 동석했다.